# Noguères
Noguères település Franciaországban, Pyrénées-Atlantiques megyében. Lakosainak száma 125 fő (2022. január 1.). Noguères Lahourcade, Mourenx, Os-Marsillon és Pardies községekkel határos.

## Népesség
A település népességének változása:
| Lakosok száma | 144  | 139  | 142  | 140  | 140  | 138  | 137  | 130  | 125  |
|               | 2013 | 2015 | 2016 | 2017 | 2018 | 2019 | 2020 | 2021 | 2022 |